# Anschlag in München 2025

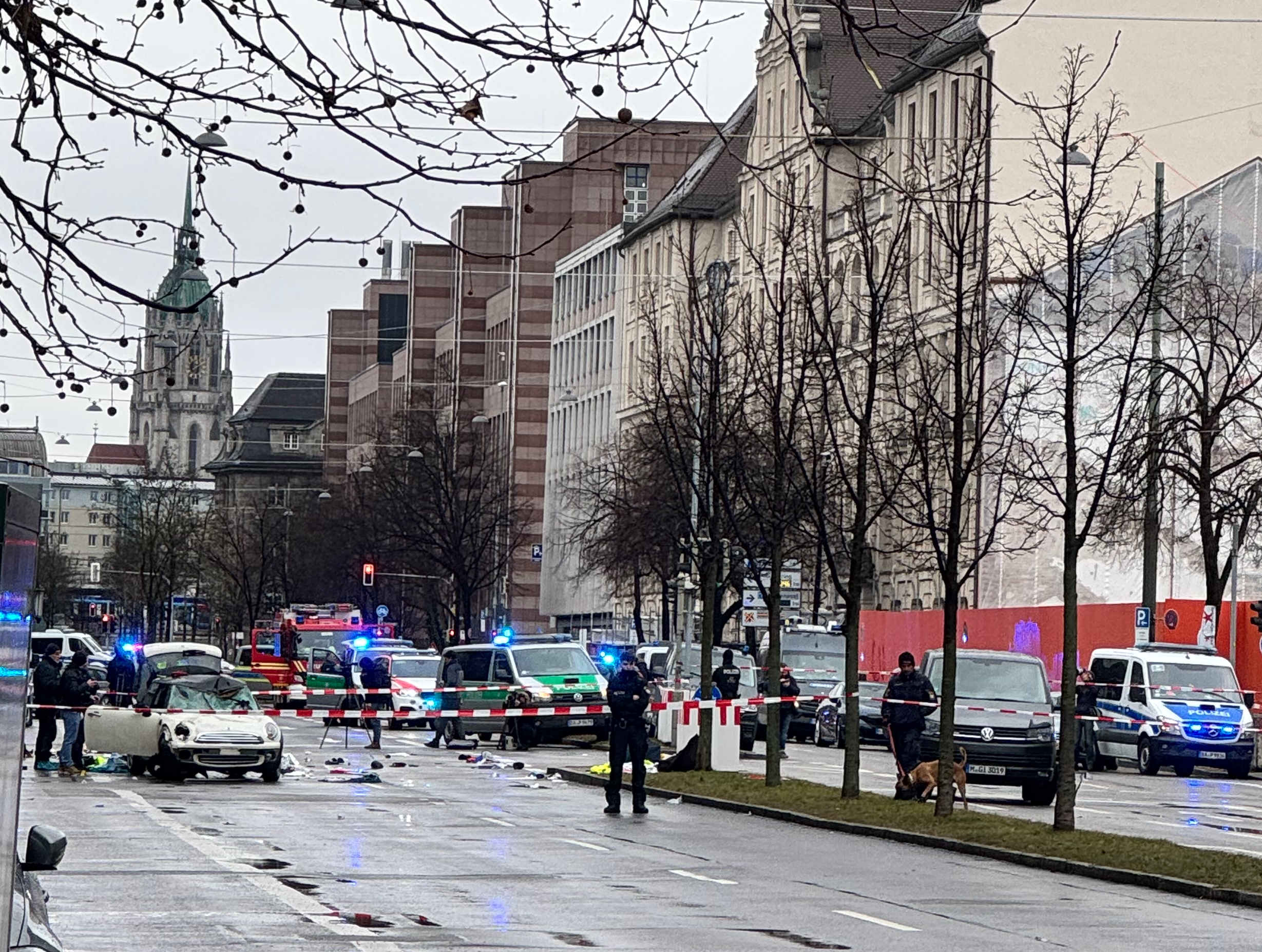
Tatort mit dem Tatfahrzeug links

Bei einem Anschlag in München am 13. Februar 2025 steuerte ein Mann ein Auto gezielt in einen gewerkschaftlichen Demonstrationszug. Dabei wurden 54 Personen teils schwer verletzt. Eine Mutter und ihr zweijähriges Kind starben zwei Tage später an ihren Verletzungen. Ein 24-jähriger Afghane wurde als Fahrer des Wagens ermittelt und kurz darauf festgenommen. Die Ermittlungsbehörden gehen von einem islamistischen Tatmotiv aus.

## Hergang
Am 13. Februar 2025 um 10:31 Uhr steuerte in München auf der Seidlstraße ein Fahrer seinen Mini Cooper gezielt in die Menschenmenge einer Demonstration der Gewerkschaft ver.di im Rahmen eines Warnstreikes für den öffentlichen Dienst. Eine 37-jährige algerischstämmige Ingenieurin und ihre zweijährige Tochter starben,  54 weitere Personen wurden verletzt, davon acht schwer, zehn „mittelschwer“ und die übrigen leicht.
Laut Polizeiangaben näherte sich der Fahrer des Wagens von hinten der Demonstration, überholte ein Polizeiauto, beschleunigte und fuhr in das Ende des Demonstrationszugs. Ein Polizist schoss einmal auf das Fahrzeug, um es zu stoppen. Der Fahrer blieb unverletzt und wurde unmittelbar nach der Tat festgenommen, wobei er nach Aussage von Polizisten „Allahu Akbar“ rief. An dem Polizeieinsatz waren ca. 300 Beamte beteiligt. Zur am Folgetag beginnenden Münchner Sicherheitskonferenz waren zahlreiche Beamte aus ganz Deutschland nach München abgeordnet worden und bereits eingetroffen.

## Täter
Der Generalbundesanwalt gab den Namen des Beschuldigten mit Farhad N. an; laut Spiegel wurde er 2001 in Kabul geboren. Er kam Ende 2016 als unbegleiteter minderjähriger Flüchtling über das Mittelmeer und Italien nach Deutschland, wo er von einer evangelischen Jugendhilfeeinrichtung in Obhut genommen wurde. Sein im Februar 2017 gestellter Asylantrag war im September 2017 vom Bundesamt für Migration und Flüchtlinge abgelehnt worden. Als Asylgrund hatte er angegeben, in der Heimat von einer Mörderbande verfolgt zu werden. Das Verwaltungsgericht München beurteilte diese Fluchtgeschichte als „erfunden“. Sein Asylverfahren wurde im Dezember 2020 ablehnend entschieden. Zu diesem Zeitpunkt war er „vollziehbar ausreisepflichtig“.
Die Stadt München erließ im April 2021 einen Duldungsbescheid und – da nach der Machtergreifung der Taliban Abschiebungen nach Afghanistan bundesweit ausgesetzt wurden – im Oktober 2021 eine Aufenthaltserlaubnis. Der Mann besuchte in Deutschland eine Schule, machte eine Berufsausbildung und arbeitete später als Ladendetektiv für zwei Sicherheitsfirmen. Der bayerische Innenminister Joachim Herrmann erklärte zunächst irrtümlich am Tatort, dass der Täter bereits durch frühere Ladendiebstähle und Drogendelikte bekannt gewesen sei. Nach dem aktuellen Stand der Ermittlungen gab es gegen den Tatverdächtigen lediglich ein Verfahren wegen betrügerischen Erschleichens von Sozialleistungen, das gegen eine Geldauflage eingestellt worden war.
N. war nach Aussagen Bekannter sehr religiös. Er folgte in den sozialen Medien unter anderem bekannten islamistischen Predigern. Er hatte über 60.000 Follower auf Instagram und war dort als Fitness-Influencer aktiv, teilte jedoch auch religiöse Inhalte. Am Vorabend des Attentats soll er auf Dari-Persisch einen Beitrag mit dem Inhalt „Oh Allah, beschütze uns immer“ gepostet haben. Hinweise auf eine Verbindung zu islamistischen Terrororganisationen oder psychische Probleme gibt es laut Staatsanwaltschaft nicht.

## Die Opfer
Bei dem Anschlag wurden 54 Menschen verletzt, davon einige schwer. Einige der Opfer haben eine Migrationsgeschichte. Zwei Opfer erlagen ihren Verletzungen. Dabei handelt es sich um die 37-jährige Amel und ihre zweijährige Tochter Hafsa. Amel wurde in Algerien geboren und kam im Alter von vier Jahren nach Deutschland. Sie hat Umweltschutz an der TH Köln und TH Bingen studiert. Seit 2017 war sie als Projekt- und Sachgebietsleiterin bei der Landeshauptstadt München als Ingenieurin angestellt. Amel war Mitglied bei ver.di. Sie hat sich für Gerechtigkeit, für Arbeitnehmerrechte ein und gegen Fremdenfeindlichkeit und Ausgrenzung eingesetzt.

## Ermittlungen
Die Polizei richtete im Löwenbräukeller am Stiglmaierplatz eine Zeugensammelstelle ein, um Hinweise von Augenzeugen aufzunehmen. Außerdem wurde ein Medien-Upload-Portal eingerichtet, auf das mehr als 50 Beiträge hochgeladen wurden. Die Generalstaatsanwaltschaft München, Bayerische Zentralstelle zur Bekämpfung von Extremismus und Terrorismus (ZET), hat zunächst die Ermittlungen übernommen. Wie bei polizeilichem Schusswaffengebrauch üblich, werden die Ermittlungen zur Schussabgabe durch das Bayerische Landeskriminalamt geführt. Bei diesem wurde zudem die „SoKo Seidlstraße“ eingerichtet. Im Zuge der Ermittlungen wurden die Wohnung des Täters sowie seine elektronischen Geräte durchsucht.
Der Täter gab in der auf Deutsch durchgeführten polizeilichen Vernehmung an, die Tat bewusst geplant und ausgeführt zu haben. Er nannte für seine Tat religiöse Motive. Die Ermittlungsbehörden gehen von einem islamistischen Tatmotiv aus.
Am Folgetag wurde vom Amtsgericht München Haftbefehl gegen den Beschuldigten erlassen. Der Generalbundesanwalt übernahm am selben Tag die Ermittlungen aufgrund der besonderen Bedeutung des Falls – es bestehe der Verdacht, dass die Tat religiös motiviert gewesen sei und ein Angriff auf die freiheitlich-demokratische Grundordnung sei, der die innere Sicherheit Deutschlands beeinträchtigen könnte. Ermittelt wird wegen des dringenden Tatverdachts des versuchten Mordes, der gefährlichen Körperverletzung und des schweren gefährlichen Eingriffs in den Straßenverkehr.
Am 14. April 2025 wurde der Beschuldigte in Karlsruhe dem Ermittlungsrichter des Bundesgerichtshofs vorgeführt. Es wurde ein neuer Haftbefehl erlassen – wegen zweifachen Mordes, versuchten Mordes und der Körperverletzung in 54 Fällen sowie des schweren gefährlichen Eingriffs in den Straßenverkehr.

## Reaktionen
Der bayerische Innenminister Joachim Herrmann (CSU) sowie Münchens Oberbürgermeister Dieter Reiter (SPD) äußerten sich tief erschüttert über das Geschehen. Bundeskanzler Olaf Scholz (SPD) sprach sich dafür aus, den Attentäter abzuschieben, nachdem er seine Strafe verbüßt habe. Vizekanzler Robert Habeck (Grüne) forderte eine umfassende Aufarbeitung der Geschehnisse. Außenministerin Annalena Baerbock (Grüne) warnte vor einer aufgeheizten Stimmung in der Endphase des Wahlkampfes. Der CDU-Kanzlerkandidat Friedrich Merz schrieb auf X, die CDU werde „Recht und Ordnung konsequent durchsetzen“. Jeder müsse sich in „unserem Land“ wieder sicher fühlen. Nach seiner Auffassung müsse sich etwas ändern in Deutschland. Die AfD-Kanzlerkandidatin Alice Weidel forderte eine sofortige „Migrationswende“. Die Linken-Parteichefs Ines Schwerdtner und Jan van Aken betonten: „Entscheidend ist nicht die Herkunft des Täters, sondern seine Motivation und seine Tat“. Sie forderten unter anderem eine „klare Analyse der Hintergründe und die Unterstützung der Behörden bei der Aufklärung“.
Ministerpräsident Markus Söder (CSU) sprach kurz nach der Tat von einem „mutmaßlichen Anschlag“ und betonte die Notwendigkeit politischer Konsequenzen. Er forderte Verhandlungen mit der Taliban-Regierung über Abschiebeflüge nach Afghanistan aufzunehmen. In Bayern gebe es fast 2000 ausreisepflichtige Afghanen, darunter befänden sich auch knapp 200, die schwere Straftaten verübt hätten. Auch die Visa-Vergabe an Afghanen sollte gestoppt werden. Die Bundesregierung stornierte zwei geplante Charterflüge für Afghanen, die über verschiedene deutsche Aufnahmeprogramme Visa bekommen sollten.
Am Tatabend demonstrierten auf der von Stadtrat Thomas Lechner (Die Linke) organisierten Veranstaltung mehrere hundert Personen, unter ihnen auch Mitglieder der Gewerkschaft ver.di. In Redebeiträgen wurden Äußerungen aus der Politik als Hetze gegen Migranten und Instrumentalisierung der Tat für den Wahlkampf zur Bundestagswahl 2025 kritisiert. Die Angehörigen der verstorbenen Mutter und ihrer Tochter betonten, dass deren Tod nicht politisch instrumentalisiert werden dürfe, um Hass zu schüren.
Am 16. Februar hatten bereits hunderte Münchner Blumen und Kerzen am Tatort niedergelegt und still der Opfer gedacht. Als gegen 12:30 Uhr die Bundestagsabgeordneten Stephan Protschka und Wolfgang Wiehle und die Landtagsabgeordneten Markus Walbrunn und Rene Dierkes, alle AfD, Blumen niederlegen wollten, bildeten ver.di-Mitglieder und Antifa-Aktivisten eine Menschenkette, um sie daran zu hindern. Nach zweieinhalb Stunden legten die AfD-Politiker ihre Blumen schließlich zehn Meter neben dem Tatort ab.
Der ver.di Vorsitzende Frank Werneke verwahrte sich gegen eine politische Instrumentalisierung des mutmaßlichen Anschlags auf die Demonstration in München. Dies passiere teils durch rechte Kräfte. Das Grundrecht auf Asyl dürfe seiner Meinung nach nicht zur Disposition stehen. Er rief dazu auf, dafür zu kämpfen, dass die BRD lebenswert, vielfältig und plural bleibe.
Der Landesvorsitzende des Deutschen Gewerkschaftsbunds (DGB) Bernhard Stiedl äußerte direkt nach dem Anschlag seine Fassungslosigkeit und sagte das seine Gedanken bei den Opfern und Angehörigen wären. Zudem dankte er den Rettungskräften für ihren Einsatz.
Der DGB rief zu Spenden für die Opfer des Anschlags auf.
Der Bezirksvorsitzende von ver.di München Harald Pürzel sagte, dass er die Reaktionen von Söder und Herrmann völlig unpassend gefunden habe. Jetzt sei alles andere als Wahlkampf angesagt und die Politik sei sehr gut beraten, jetzt nicht zu verallgemeinern und einfache Lösungen anzubieten. Das Thema Migrationspolitik sei viel zu kompliziert, um es in direkte Verbindung mit Anschlägen wie diesem oder dem von Aschaffenburg zu bringen.